# لائورا وونچ
لائورا وونچ (لهستانی: Laura Łącz؛ زادهٔ ۲۵ اکتبر ۱۹۵۴) بازیگر و نویسنده اهل لهستان است.
از فیلم‌ها یا مجموعه‌های تلویزیونی که وی در آن‌ها نقش داشته‌است، می‌توان به لهستان بازسازی‌شده، قرارداد، پدر متیو، در خیابان سپولنی، پرستار کودک، کارآگاهان جنایی، در خوشی و سختی، طایفه و صفر-هفت، به‌گوشم اشاره نمود.